# Jacob Metius
Jacob (Jacobus; uneori James, sau Jacques) Metius (n. 1580, Alkmaar, Olanda de Nord, Țările de Jos – d. 1628, Alkmaar⁠(d), Olanda de Nord, Țările de Jos) a fost un fabricant de instrumente olandez și un specialist în lustruirea lentilelor optice. 

## Biografie
Jacob Metius s-a născut și a murit la Alkmaar, era fiul lui Adriaen Anthonisz și fratele matematicianului și astronomului Adriaan Adriaanszoon Metius, cunoscut sub numele de Metius.
Numele lui Jacob Metius este asociat cu inventarea lunetei împreună cu Hans Lippershey și Zacharias Janssen. Se știu puține lucruri despre el înainte de invenția sa din 1608. A murit la Alkmaar între 1624 și 1631. Metius a făcut probabil mai multe descoperiri decât cele care i-au fost atribuite, dar pentru a-i împiedica pe alții, după moartea sa, să și le atribuie, el le-a distrus.

## Inventarea lunetei

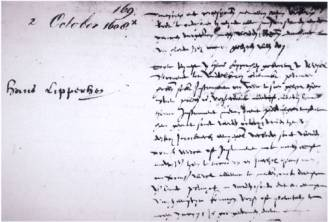
Cererea de brevet a lui Hans Lippershey

În octombrie 1608, Jacob Metius a dorit să depună cerere de brevet la Statele Generale ale Provinciilor Unite / Estates General, pentru un obiect care permite „să vadă lucrurile îndepărtate ca și cum ar fi apropiate”. Sistemul său constă dintr-o lentilă convergentă și o lentilă divergentă plasate într-un tub, a cărui putere de mărire este de 3 sau 4. Calitatea sa optică este superioară lunetei propuse de Hans Lippershey cu câteva săptămâni mai devreme.
Metius a informat Statele Generale despre cunoștințele sale cu privire la fabricarea de lentile optice și a sugerat că ar putea construi o lunetă mai bună cu sprijinul lor financiar. Cu toate acestea, Statele Generale par reticente să accepte, iar Metius a interzis accesul la luneta sa. Statele Generale i-au acordat o mică recompensă lui Jacob Metius, deși l-au ales Lippershey pentru realizarea unui binoclu pe modelul lunetei sale.